# Hannes Hafstein

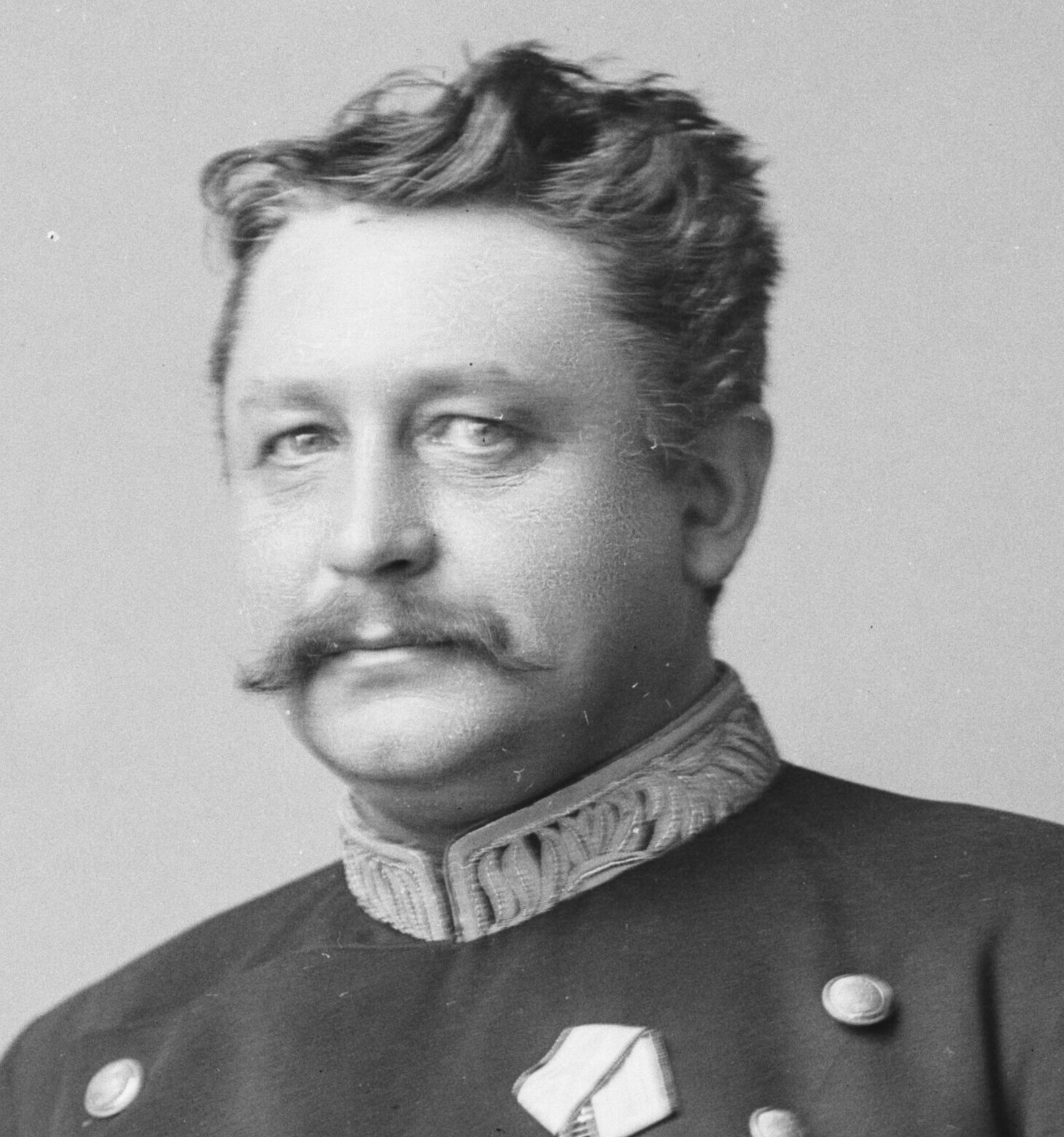
Hannes Hafstein.

Hannes Þórður Pétursson Hafstein (Möðruvellir, 4 december 1861 - Reykjavik, 13 december 1922) was een IJslands politicus, bankier en dichter. Hij was de eerste premier van IJsland.

## Levensloop
Hafstein ontving onderwijs aan de IJslandse Nationale School en deed in 1880 universitair toelatingsexamen. Hij studeerde vervolgens rechten aan de universiteit van Kopenhagen en werkte na zijn rechtenstudie als magistraat in IJsland. Van 1890 tot 1896 was hij auditor van de Nationale Bank. Hafstein zette zich later in het bijzonder in voor een IJslandse telefoon- en telegraafverbinding met de rest van de wereld. Hierdoor eindigde het isolement van IJsland ten opzichte van de rest van de wereld. Van 1909 tot 1912 was Hafstein lid van het bestuur van de Íslandsbanka (Bank van IJsland). Als politicus zette hij zich in voor gelijkberechting voor man en vrouw. Hafstein was ook een verdienstelijk dichter.

## Parlement
Als lid van de Heimastjórnarflokkurinn (Zelfstandigheidspartij) en later de Sambandsflokkurinn (Uniepartij) zat hij meerdere malen in het Alding, het IJslandse parlement: (1901-1901, 1903-1915 en 1916-1922). Op 1 februari 1904 werd Hafstein de eerste minister van IJslandse Zaken en daarmee in feite premier. Zijn eerste termijn als premier duurde tot 31 maart 1909 en hij bekleedde het ambt nogmaals van 25 juli 1912 tot 21 juli 1914. Tijdens zijn tweede ambtstermijn was Hafstein geen lid meer van de Heimastjórnarflokkurinn, maar van de Sambandsflokkurinn.